# Даміан Горавський
Даміан Горавський (пол. Damian Gorawski; нар. 4 січня 1979, Руда-Шльонська, Польща) — колишній польський футболіст, виступав на позиції півзахисника. Відомий своїми виступами у складі «Руха» та національної збірної Польщі.

## Ігрова кар'єра

### Клубна
Даміан Горавський є вихованцем футбольної школи клубу «Рух» з Хожува. В цьому клубі у 1997 році футболіст дебютував на професійному рівні. У 2003 році Горавський перейшов до краківської «Вісли», разом з якою двічі ставав чемпіоном Польщі.
У 2005 році футболіст подався до Росії, де протягом трьох сезонів виступав у складі клубів «Москва» та «Шинник». У 2009 році Горавський повернувся до Польщі. Провівши два сезони у клубі «Гурник» (Забже), він закінчив свою ігрову кар'єру.
В подальшому працював тренером дитячих команд.

### Збірна
У 2003 році Даміан Горавський дебютував у складі національної збірної Польщі. Мав запрошення до збірної для участі у чемпіонаті світу 2006 року у Німеччині але через проблеми із здоров'ям в останній момент змушений був залишитися поза заявкою збірної.

## Титули
Вісла
 Чемпіон Польщі (2): 2003/04, 2004/05